# Nightmare

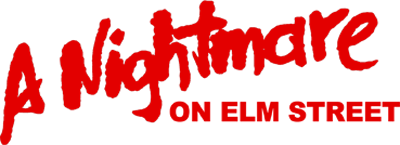
Logo originale del franchise

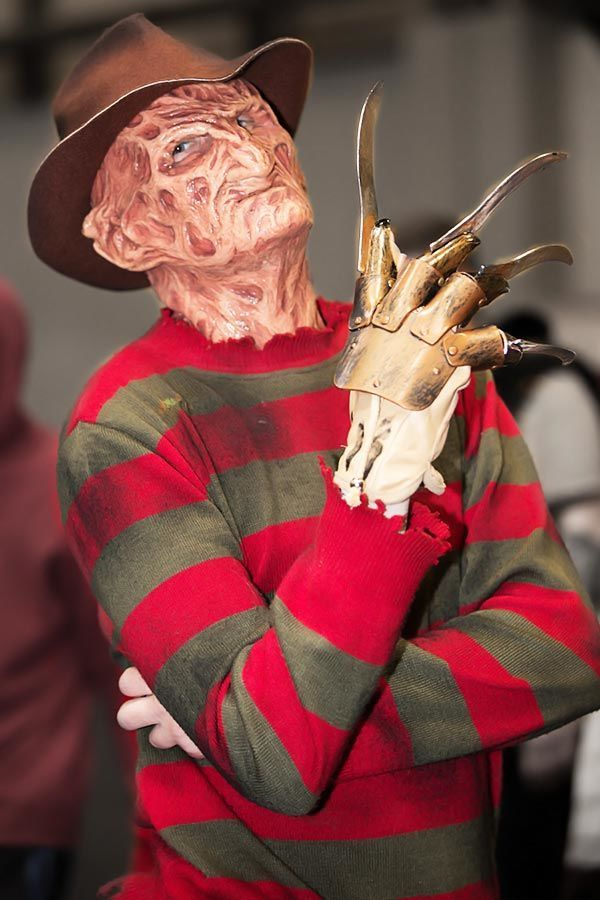
Cosplayer di Freddy Krueger

Nightmare (A Nightmare on Elm Street) è un media franchise basato sulla serie di film horror slasher che ha come protagonista il sanguinario e malefico personaggio di Freddy Krueger ideato da Wes Craven.
L'universo di Nightmare conta attualmente nove film (tra cui: uno spin-off, un midquel/crossover con la saga di Venerdì 13 e un reboot del primo capitolo), la serie TV Freddy's Nightmares, un'edizione a fumetti, due videogiochi e alcuni documentari.

## Film

### Serie originale
| Film                                 | Data di uscita USA | Regia           | Sceneggiatura                                                          | Produttori                               |
| ------------------------------------ | ------------------ | --------------- | ---------------------------------------------------------------------- | ---------------------------------------- |
| Nightmare - Dal profondo della notte | 9 novembre 1984    | Wes Craven      | Wes Craven                                                             | Robert Shaye                             |
| Nightmare 2 - La rivincita           | 1 novembre 1985    | Jack Sholder    | David Chaskin                                                          | Robert Shaye                             |
| Nightmare 3 - I guerrieri del sogno  | 27 febbraio 1987   | Chuck Russell   | Wes Craven, Frank Darabont, Chuck Russell e Bruce Wagner               | Robert Shaye                             |
| Nightmare 4 - Il non risveglio       | 19 agosto 1988     | Renny Harlin    | Brian Helgeland, Jim Wheat e Ken Wheat (accreditati come Scott Pierce) | Robert Shaye e Rachel Talalay            |
| Nightmare 5 - Il mito                | 11 agosto 1989     | Stephen Hopkins | Leslie Bohem                                                           | Robert Shaye e Rupert Harvey             |
| Nightmare 6 - La fine                | 13 settembre 1991  | Rachel Talalay  | Michael De Luca                                                        | Aron Warner e Robert Shaye               |
| Nightmare - Nuovo incubo             | 14 ottobre 1994    | Wes Craven      | Wes Craven                                                             | Marianne Maddalena                       |
| Freddy vs. Jason                     | 13 agosto 2003     | Ronny Yu        | Damian Shannon, Mark Swift                                             | Sean S. Cunningham                       |
| Nightmare                            | 16 aprile 2010     | Samuel Bayer    | Eric Heisserer, Wesley Strick                                          | Michael Bay, Andrew Form, Bradley Fuller |

### Crossover
- Freddy vs. Jason (2003), regia di Ronny Yu - Crossover ambientato dopo la fine degli eventi narrati in Nightmare 6 - La fine e in Jason va all'inferno e prima dell'inizio degli eventi narrati in Nightmare - Nuovo Incubo e in Jason X.

### Remake
Il 30 aprile 2010 è uscito negli USA il film reboot del primo capitolo, prodotto da Michael Bay e con Jackie Earle Haley a rimpiazzare Robert Englund per il ruolo di Freddy Krueger. Nancy è stata interpretata da Rooney Mara. La trama è stata leggermente alterata, in quest'ultimo film Freddy è un giardiniere che lavora in una scuola materna frequentata da Nancy. Quando i genitori dei bambini scoprono che l'uomo è un pedofilo che aveva molestato i bambini della scuola, lo chiudono in una caldaia e gli danno fuoco. Freddy torna anni dopo sotto forma di demone nei sogni dei bambini ormai cresciuti, per ucciderli. Il film è uscito in Italia il 25 agosto 2010.
- Nightmare (A Nightmare on Elm Street) (2010), regia di Samuel Bayer

## Personaggi
- Frederick Charles "Freddy" Krueger: l'antagonista principale della serie. È un assassino orribilmente ustionato, che indossa un maglione a righe orizzontali rosse e verdi, un cappello marrone e un guanto artigliato alla mano destra e che uccide solo nei sogni. Era un infanticida ucciso col fuoco dai genitori delle sue piccole vittime dopo esser scampato al carcere e poi tornato per vendicarsi sui figli dei suoi assassini. Appare in tutti i film della saga ed è interpretato da Robert Englund in tutti tranne nel remake Nightmare, in cui è interpretato da Jackie Earle Haley.
- Nancy Thompson o Nancy Halbrook: adolescente scampata a Freddy da piccola e i cui genitori hanno partecipato all'omicidio dell'uomo e poi diventata psichiatra specializzata in problemi del sonno assunta al Westin Hills Mental Institution. È la protagonista del primo film, Nightmare - Dal profondo della notte, del terzo, Nightmare 3 - I guerrieri del sogno, del remake Nightmare - qui col cognome Hallbrook - e del settimo film, Nightmare - Nuovo incubo, dove, sebbene la protagonista sia Heather Langenkamp, nello scontro finale l'attrice finge di essere Nancy, inoltre appare nel flashback introduttivo di Freddy vs. Jason. È interpretata da Heather Langenkamp nel primo, terzo e settimo film e nei flashback del midquel/crossover mentre è interpretata da Rooney Mara nel remake.
  - Donald Thompson: ex marito di Marge e padre di Nancy nonché tenente della polizia di Springwood; da giovane ha partecipato all'arresto di Freddy Krueger e poi al suo omicidio, inoltre ha seppellito le sue ossa in una discarica. Appare nel primo, Nightmare - Dal profondo della notte, e nel terzo, Nightmare 3 - I guerrieri del sogno, dove è interpretato da John Saxon.
  - Marge Thompson: ex moglie di Donald e madre di Nancy; da giovane era tra coloro che bullizzavano Freddy Krueger e poi ha partecipato al suo omicidio, inoltre ha nascosto il guanto di Freddy nella caldaia. Appare solo nel primo, Nightmare - Dal profondo della notte, dove è interpretato da Ronee Blakley
- Jesse Walsh: adolescente che Freddy cercherà di possedere per tornare a uccidere nella vita reale ma verrà fermato da Lisa Webber che salverà Jesse attraverso l'amore anche se il destino dei due ragazzi alla fine del film rimane ambiguo. È il protagonista del secondo film, Nightmare 2 - La rivincita, dove è interpretato da Mark Patton.
  - Lisa Webber: adolescente che salva Jesse Walsh da Freddy. Appare solo nel secondo film, Nightmare 2 - La rivincita, dove è interpretata da Kim Myers.
- Kristen Parker: la più potente tra i guerrieri del sogno; è un'adolescente col potere onirico di trasportare le persone nei suoi sogni, che, ricoverata al Westin Hills Mental Institution, viene aiutata dalla psicologa Nancy Thompson a salvarsi da Freddy Krueger nel terzo film ma che verrà uccisa dal mostro nel quarto dando però inizio, evocando la sua amica Alice Johnson nel sogno, a una nuova generazione di ragazzi tormentati da Freddy. È la co-protagonista del terzo film, Nightmare 3 - I guerrieri del sogno, dove è interpretata da Patricia Arquette e appare anche nel quarto, Nightmare 4 - Il non risveglio, dove è interpretata da Tuesday Knight.
  - Phillip Anderson, Jennifer Caulfield, Taryn White, William "Will" Stanton, Roland Kincaid e Joey Crusel: sono, insieme a Kristen Parker, i guerrieri del sogno ricoverati al Westin Hills Mental Institution e aiutati dalla psicologa Nancy Thompson a sconfiggere Freddy; appaiono tutti nel terzo film, Nightmare 3 - I guerrieri del sogno, dove sono interpretati rispettivamente da Bradley Gregg, Penelope Sudrow, Jennifer Rubin, Ira Heiden, Ken Sagoes, Ken Sagoes e Rodney Eastman, mentre nel quarto film, Nightmare 4 - Il non risveglio, appaiono solo Roland Kincaid e Joey Crusel, sempre interpretati da Ken Sagoes e Rodney Eastman.
- Alice Johnson: amica di Kristen Parker a cui la ragazza, prima di morire, passa il suo dono costringendola ad affrontare Freddy, il quale, poi cercherà di sostituirsi al figlio che porta in grembo per poter rinascere nel mondo reale. È la protagonista del quarto, Nightmare 4 - Il non risveglio, e quinto film, Nightmare 5 - Il mito, dove è interpretata da Lisa Wilcox.
- Suor Mary Helena / Amanda Krueger: in vita era Amanda Krueger, diventata suora col nome di Mary Helena e che andò a lavorare come infermiera all'ospedale psichiatrico Westin Hills dove, una notte, fu accidentalmente chiusa nell'ala degli psicopatici violenti che la stuprarono ripetutamente e che, in seguito agli abusi, partorì un bambino, Freddy, che diede in adozione. Dopo la sua morte appare come fantasma, ricordo o sogno. Appare nel terzo film, Nightmare 3 - I guerrieri del sogno, dove è interpretata da Nan Martin, e nel quinto film, Nightmare 5 - Il mito, dove è interpretata da Beatrice Boepple.
- Margareth "Maggie" Burroughs / Katherine Krueger: psicologa di un riformatorio in cui alcuni ragazzi hanno incubi ricorrenti su Freddy; in realtà è Katherine Krueger, la figlia di Freddy tolta ai genitori e data in adozione. Sarà lei a uccidere definitivamente Freddy. Appare solo nel sesto film, Nightmare 6 - La fine, dove è interpretata da Lisa Zane.
- Lori Campbel: è una dei pochi residenti di Springwood (Ohio) a rendersi conto che il responsabile della recente serie di omicidi è Jason Voorhees e non Freddy Krueger così, col fidanzato Will e altri amici, dopo che Jason è rimasto bloccato in un incubo di Freddy, lo riporta al Camp Crystal Lake e, entrata nel mondo dei sogni, riporta Freddy nel mondo degli svegli facendo svegliare Jason e lascia che i due mostri si scontrino; alla fine, Lori fa esplodere il molo su cui i due stanno combattendo e poi decapita Freddy, il cui corpo cade nelle profondità del Crystal Lake, insieme a Jason. Il suo nome è una crasi del nome del personaggio di Laurie Strode del media franchise di Halloween e del cognome all'attrice Neve Campbell interprete del personaggio di Sidney Prescott nel media franchise di Scream. Appare solo nel midquel/crossover, Freddy vs. Jason, dove è interpretata da Monica Keena.

## Altri media

### Serie televisiva
La serie televisiva Freddy's Nightmares del 1988 è uno spin-off della saga di Nightmare. Della serie sono state girate due stagioni, per un totale di 44 episodi. Gli episodi della serie non sono collegati tra loro, ma sono presenti citazioni di personaggi o eventi accaduti in altri episodi. Tutta la serie è ambientata nella città di Springwood (Ohio), cioè la città natale di Freddy Krueger; quest'ultimo, però, appare solo in pochi episodi.

### Fumetti
Nightmare on Elm Street è anche un fumetto della DC Comics disegnato da Chuck Dixon, già autore di The Punisher. 
Nel nº 34 di Dylan Dog intitolato "il Buio" c'è una certa somiglianza con la cantilena del film con Freddy che tiene la corda.

### Libri
Nel 2013, la collana Horror Project (UniversItalia editrice), diretta da Daniele Francardi, ha pubblicato Freddy Krueger - Il mito, un libro scritto da Daniele Francardi, Roberto Giacomelli, Marco Saraga, Francesco Massaccesi, Luca Ruocco, Giacomo Ferigioni e con la prefazione di Luigi Boccia in cui si fa un omaggio all'uomo nero per eccellenza: Freddy Krueger.

### Videogiochi
Nel 1989 fu prodotto un videogioco per Commodore 64 e MS-DOS basato sulla serie Nightmare, intitolato A Nightmare on Elm Street. Nel 1990 un altro A Nightmare on Elm Street del tutto indipendente dal precedente uscì per Nintendo Entertainment System. 

Nei primi anni '90 fu prodotto dalla Gottlieb anche un flipper ispirato alla serie.
 
Nel 2011 Freddy è stato reso disponibile come personaggio giocabile nel DLC di Mortal Kombat 9 e nel 2017 fu introdotto nel videogioco Dead by Daylight.

### Documentari
Tra fine anni '80 e i primi anni '90, sono stati realizzati i documentari The Making of "Nightmare on Elm Street IV" (1989), The Making of "Freddy's Dead: The Final Nightmare" (1991) e Freddy Speaks (1992) nonché il breve speciale promozionale di MTV Slash & Burn: The Freddy Krueger Story (1991), mentre il 4 maggio 2010 è stato pubblicato un documentario di 4 ore dal titolo Never Sleep Again: The Elm Street Legacy.